# Station Blizna
Station Blizna is een spoorwegstation in de Poolse plaats Blizna.